# Dodge MacKnight

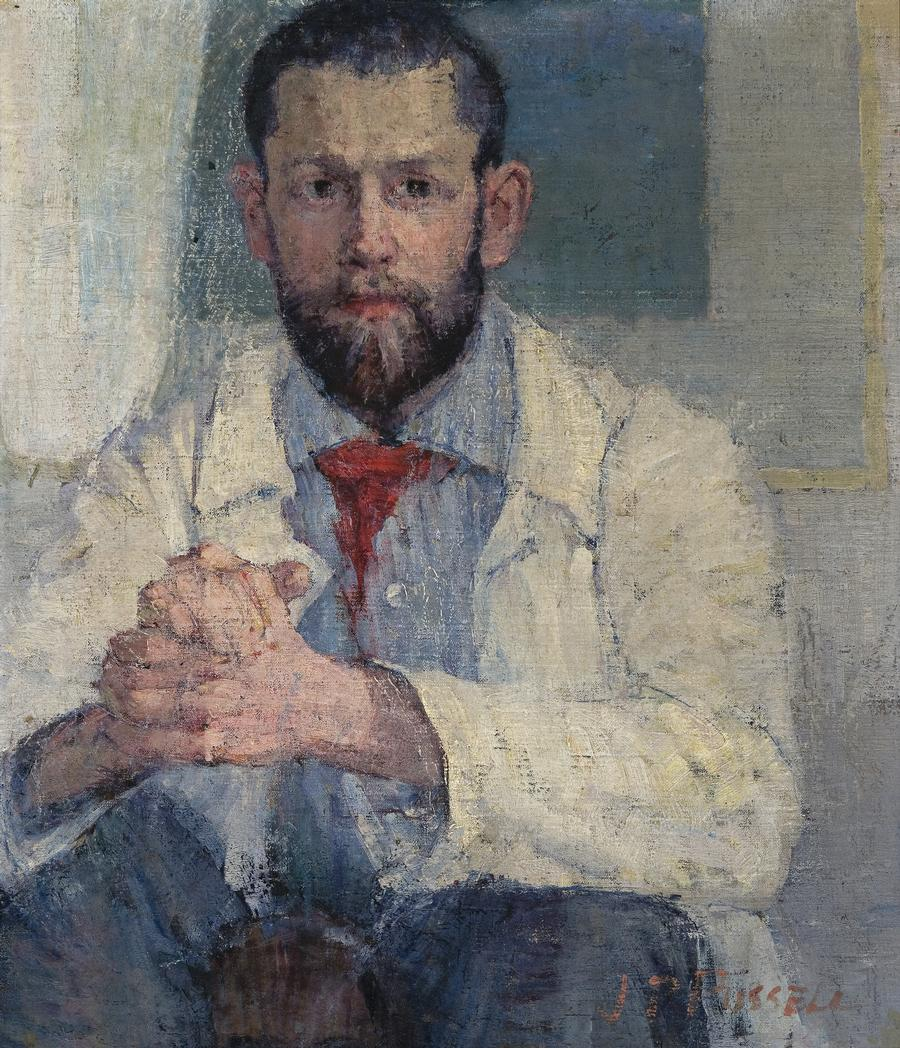
Portret Dodge MacKnight door John Peter Russell

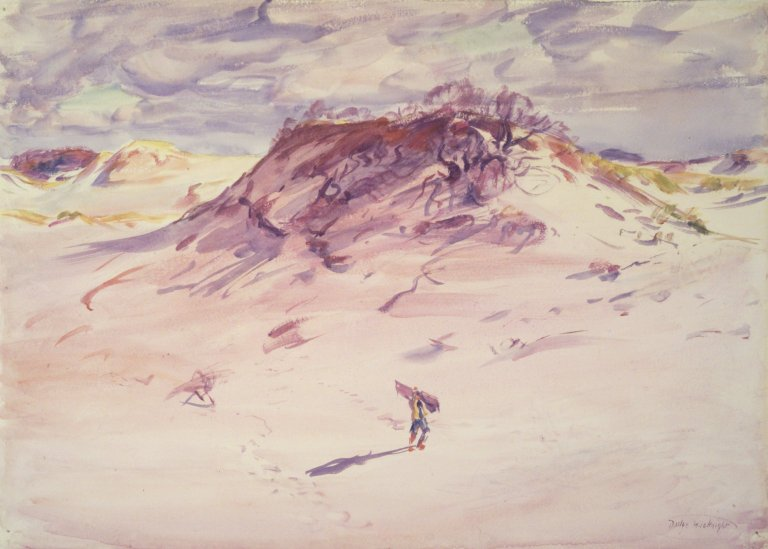
Brooklyn Museum - Sand Dunes, Cape Cod - Dodge MacKnight

Dodge MacKnight,  (Providence (Rhode Island), 1 oktober 1860 - East Sandwich (Massachusetts), 23 mei 1950) was een Amerikaanse kunstschilder. Zijn werk valt onder het postimpressionisme, een kunststroming die het negentiende-eeuwse impressionisme opvolgde. MacKnight maakte in het grootste deel van zijn carrière aquarellen. Zijn kleurrijke werken werden gewaardeerd door amateurs in Boston, die ontvankelijk waren voor progressieve impressionistische esthetiek.  Hij schilderde voornamelijk landschappen en werd beschouwd als de gelijke van John Singer Sargent.
MacKnight was een vriend van Vincent van Gogh en stelde deze in juni 1888 voor aan de Belgische schilder Eugène Boch. MacKnight woonde in Fontvieille, een dorp niet ver van Arles, waar van Gogh in die tijd woonde. In 1888 ontmoette MacKnight Vincent van Gogh, door toedoen van John Peter Russell. Russell portretteerde zowel van Gogh als MacKnight.

De grootste collecties van MacKnights werk bevinden zich in het Museum of Fine Arts (Boston) and the Fogg Art Museum in Cambridge (Massachusetts).